# W. Wołodarski
W. Wołodarski, ros. В. Володарский, właśc. Moisiej Markowicz Goldstein, Моисей Маркович Гольдштейн (ur. 1891 w Ostropolu koło Płoskirowa, zm. 20 czerwca 1918 w Piotrogrodzie) − rosyjski rewolucjonista i bolszewik, komisarz w pierwszym rządzie bolszewickim RFSRR w latach 1917–1918.

## Życiorys
Urodził się w rodzinie żydowskiego rzemieślnika koło Płoskirowa. Uczył się w gimnazjum w Dubnie, jednak za działalność rewolucyjną został stamtąd wyrzucony. W 1905 roku wstąpił do Bundu, później związał się z ukraińskimi socjaldemokratami. Od 1908 do 1911 roku prowadził działalność agitacyjną na Ukrainie, za co został zesłany do Archangielska.
W latach 1913–1916 przebywał w USA, razem z Trockim i Bucharinem wydawał gazetę „Nowyj mir”. Po rewolucji lutowej wrócił do Rosji, został głównym agitatorem piotrogrodzkiego komitetu SDPRR(b).
W 1918 roku mianowany komisarzem ludowym prasy, propagandy i agitacji, stanął na czele redakcji „Krasnej Gaziety”, prowadził prace indoktrynacyjne wśród żołnierzy rosyjskich na froncie rumuńskim.
20 czerwca 1918 roku został zastrzelony przez eserowca Siergiejewa w drodze na wiec – świadkiem zabójstwa był szofer Wołodarskiego Hugo Jurgens.
Został pochowany na Marsowym Polu w Piotrogrodzie. W latach 1918–1944 jego imię nosił petersburski Prospekt Litiejny.